# Maransis mozambicus
Maransis mozambicus är en insektsart som först beskrevs av John Obadiah Westwood 1859.  Maransis mozambicus ingår i släktet Maransis och familjen Diapheromeridae. Inga underarter finns listade i Catalogue of Life.